# Beautiful (2008)
Beautiful (Originaltitel: 아름답다 – Arumdabda) ist ein südkoreanisches Filmdrama des Regisseurs Juhn Jaihong nach einer Idee von Kim Ki-duk aus dem Jahr 2008.

## Handlung
Die außergewöhnliche Schönheit der jungen Frau Eunyoung wird ihr zum Verhängnis: Alle Männer verlieben sich in sie. Selbst der Freund der besten Freundin macht ihr Avancen. Dies führt schließlich zum Streit zwischen den zwei Freundinnen. Die andauernden Blicke der Männerwelt nerven Eunyoung stark. Ein Mann, der sie schon lange beobachtet, vergewaltigt sie eines Tages und stellt sich dann freiwillig der Polizei. Vom ermittelnden Inspektor wird sie erneut erniedrigt. Er gibt dem Täter Recht als dieser behauptet die junge Frau sei selbst verantwortlich für die Tat. Eunyoung beginnt ihr Äußeres zu hassen, da sie glaubt ihre Schönheit trägt die Schuld für ihr Unglück. Sie fängt an, ihre Schönheit zu zerstören. Zunächst eifert sie einer dicken Frau nach, die sie im Park kennenlernt. Sie entwickelt eine regelrechte Fresssucht. Doch nach einer gewissen Zeit wehrt sich ihr Körper und sie muss ständig erbrechen. Als sie erkennt, dass ihr Vorhaben zu nichts führt, verweigert sie die Nahrungsaufnahme komplett und beginnt abzunehmen. Sie treibt Sport bis zur Verausgabung. Doch davon wird sie immer kranker und schwächer, bis sie ihren Verstand verliert und in fremden Personen ihre Vergewaltiger sieht. Ein junger Streifenpolizist, der sich ebenfalls in sie verliebt hat, möchte ihr helfen. Doch auch er kann gegen die Verzweiflung und Verwirrung Eunyoungs nichts tun und muss einsehen, dass die Situation kaum noch zu retten ist. Ihm fällt es immer schwerer, sich gegen sein Verlangen nach der jungen Frau zu wehren. Eines Tages bindet er Eunyoung eine Pistole in die Hand und vergewaltigt die bewusstlose Frau. Als sie erwacht, erschießt sie den jungen Mann und bringt weitere Menschen um, weil sie in ihnen ihren ersten Vergewaltiger erkennt. Daraufhin wird sie von der Polizei erschossen. Selbst als Tote verführt ihre Schönheit noch den Leichenbestatter.

## Synchronisation
Die deutschsprachige Synchronisation entstand bei der TV+Synchron in Berlin.
| Rolle               | Darsteller/in  | Deutsche Synchronstimme |
| ------------------- | -------------- | ----------------------- |
| Eunyoung            | Cha Soo-yeon   | Luise Helm              |
| Inspektor Kim       | Choi Myung-soo | Jan-David Rönfeldt      |
| Miyeon              | Lee Min        | Jill Böttcher           |
| Minho               | Kim Bum-Joong  | Tim Sander              |
| Police Officer Choi | Lee Chun-hee   | Alexander Doering       |
| Sung-Min            | Kim Min-Soo    | Julien Haggège          |

## Kritiken
„Obwohl der Film eine sehr schöne Bildsprache hat und keine Minute langweilt, bleibt offen, was der Regisseur uns mit seinem Werk sagen will. Wahrscheinlich bringt es nicht viel, nach irgendeiner Botschaft zu suchen, geht es ihm wahrscheinlich darum, das sexistische, herabwürdigende Verhalten mancher Männer gegenüber Frauen darzustellen und eskalieren zu lassen.“

## Erfolg
Der Film lief in der Sektion Panorama bei der Berlinale 2008.